# Académie commerciale de Québec
L'Académie commerciale de Québec est une école de commerce située à Québec ayant existé de 1862 à 1967.

## Histoire
L'académie est fondée en 1862 par les lasalliens sous le nom de Quebec Commercial Academy. Jusqu'en 1870, elle offre un programme en commerce prodigué uniquement en langue anglaise. Ce type d'établissement ne peut dispenser une éducation au-delà de la 12e année.
De 1862 à 1865, elle est située au 31, rue d'Auteuil (maison Dauphine). De 1865 à 1894, au coin des rues Sainte-Angèle et Elgin. De 1894 à 1960, au coin des rues Cook et Chauveau (édifice Jean-Baptiste-De La Salle). En 1960, l'Académie déménage dans un nouveau campus à Sainte-Foy. À la suite des travaux de la Commission Parent établissant les collèges d'enseignement général et professionnel, l'institution devient le Cégep de Sainte-Foy en 1967.

## Étudiants célèbres
Parmi ses étudiants célèbres, plusieurs ont occupé le poste de maire de Québec.
- Frère Marie-Victorin
- Charles-Abraham Paquet
- François-Xavier Mercier
- Frank Carrel
- Georges Tanguay
- Georges-Élie Amyot
- Gérald Martineau
- Joseph-Ernest Grégoire
- Joseph-Octave Samson
- Maurice Bourget
- Oscar Drouin
- Pierre-Émile Côté
- Télesphore Simard
- Wilfrid Hamel
- William Power